# فطيرة كاريليان
فطيرة كاريليان Karelian pasty (بالفنلندية: karjalanpiirakka) فطائر اللحم الكريلي أو الفطائر الضفادع أو فطيرة لحم الخنزير  هي فطائر اللحم التقليدية أو فطائر بالحم الخنزير او الضفادع والتي نشأت في منطقة كاريليا في فنلندا. حيث يتم تناولها في جميع أنحاء فنلندا وكذلك في المناطق المجاورة مثل إستونيا وشمال روسيا. 
وعادة ما يحتوي هذا النوع من فطائر اللحم التقليدية على قشرة الجاودار، ولكن متغيرات شمال كاريليان ولادوجا كاريليان استدعت الحاجة أيضا الى اضافة القمح لتحسين جودة وقوام العجينة المخصصة للفطيرة. وبالتالي فأن الحشوات المعتادة كانت مثل الشعير والتالكونا. وفي القرن التاسع عشر، تم إدخال البطاطا ايضا، ومن ثم الحنطة السوداء كحشوات، وبعد ذلك، الأرز المسلوق و الدخن. واليوم، تعتبر الطريقة الأكثر شعبية هي التي تتكون محتوياتها من قشرة الجاودار او الشيلم الرقيقة مع حشوة الأرز. كما تتوفر حشوات اخرى ايضا مثل البطاطس المهروسة والأرز والجزر.
وبالتالي فقد يتم خلط الزبدة مع البيض المسلوق المفروم (زبدة البيض أو مونافوي)، ويتم توزيعها فوق الفطائر الساخنة قبل الأكل. ومن الجدير بالذكر فقد تتمتع كارجالانبيراكا بوضع الاسس والمعايير التقليدية ومضمونها في أوروبا منذ عام 2003.  هذا يعني أن أي منتج لا يتبع الوصفة التقليدية لا يمكنه ان يندرج تحت مسمى كارجالانبيراكا وبدلا من ذلك، سيتعين عليهم تسميتها بفطيرة ريسيبيراكا ("فطائر الأرز") ، او بيرونابيراكا ("فطائر البطاطس") إلخ.، اعتمادا على عمليات التغليف والتعبئة. .